# Javiera Brahm
Javiera Brahm (* 7. Juli 1995) ist eine chilenische Leichtathletin, welche sich auf den Siebenkampf spezialisiert hat. Sie gewann 2017 bei den Südamerikameisterschaften die Silbermedaille im Siebenkampf.

## Karriere
Sie startete in Medellín bei den kolumbianischen Meisterschaften 2017 im Siebenkampf. Am 11. Juni 2017 beendete sie den Wettbewerb mit 5045 Punkten und stellte damit eine neue persönliche Bestleistung auf. Obwohl sie den Wettbewerb gewann, gewann sie nicht den Titel, weil sie als Chilenin nur ein Gaststartrecht hatte. Bei den Leichtathletik-Südamerikameisterschaften 2017 in Asunción, der Hauptstadt von Paraguay, startete sie im Siebenkampf-Wettbewerb. Sie beendete den Wettbewerb mit 5168 Punkten und gewann hinter der Brasilianerin Tamara de Sousa die Silbermedaille. Die erreichte Punktzahl würde eigentlich eine neue persönliche Bestleistung bedeuten, aber aufgrund von zu viel Wind bei einer Einzeldisziplin wird diese Bestleistung von der IAAF nicht anerkannt.
Im Jahr 2018 startete sie bei den chilenischen Leichtathletik-Meisterschaften im 100-Meter-Hürdenlauf und im Weitsprung. Während sie beim Hürdenlauf bereits im Halbfinale ausschied, gewann sie am 21. April 2018 in der Weitsprung-Konkurrenz mit 5,01 Metern die Bronzemedaille. Am 24. und 25. März absolvierte sie in Cuenca beim Grand Prix Richard Boroto ihren einzigen Siebenkampf der Saison. Mit ihren erreichten 5002 Punkten belegten sie am Ende des Wettbewerbs den zweiten Platz.